# 칠포로
칠포로(Chilpo-ro)는 대한민국의 경상북도 포항시 북구 흥해읍 중심부를 연결하는 도로이다.

## 노선 경로
- 칠포삼거리 - 해안로
- 칠포교차로 - 국도 제7호선 (동해대로)

## 같이 보기
- 칠포해수욕장